# Cut Mamplam
Cut Mamplam is een bestuurslaag in het regentschap Lhokseumawe van de provincie Atjeh, Indonesië. Cut Mamplam telt 1817 inwoners (volkstelling 2010).